# Anodonte des rivières
Espèce
L'Anodonte des rivières (Anodonta anatina) est une espèce de moules d'eau douce, un mollusque bivalve aquatique de la famille des Unionidés.

## Description et habitats
Voir Animalbase ci-dessous (lien externe).
Comme A. cygnea, sa coquille est jaunâtre à verdâtre, mince et peu solide.
En Normandie, cette espèce se trouve dans les eaux stagnantes ou à faible courant. L'espèce a divers poissons-hôtes comme la perche, le gardon, le chevesne, etc.
Valve droite et gauche du même spécimen:

Valve droite
Valve gauche

## Distribution
L'aire de répartition naturelle de cette espèce est paléarctique.
- Croatie
- République tchèque - en Bohême et en Moravie[2], préoccupation mineure (LC)[3]
- Allemagne
  - Allemagne (Catégories der Vorwarnliste)[4]
  - Répertoriée comme espèces  spécialement protégées dans l'annexe 1 de la Bundesartenschutzverordnung.
- Belgique
- Grande-Bretagne
- Ile de Man - trouvée à Lhen mouth (1922–25) et à Guilcagh (1985)
- Irlande - rencontrée de façon sporadique tout au long du canal navigable Shannon-Erne et dans le Lough Neagh[5]
- Pays-Bas[6]
- Russie - Oblast de Sverdlovsk
- Slovaquie
- Suède - c'est le grand bivalve d'eau douce à l'aire de répartition la plus large en Suède[7]
- Espagne[8]
- Finlande[9]
- France - espèce présente dans de nombreux départements[10].